# Jon Levin
Jon Levin (Woodmere, 18 marzo 1966) è un chitarrista e avvocato statunitense, membro dei Dokken a partire dal 2003.

## Biografia
Jon Levin si avvicina al mondo della musica sin da piccolo. Comincia a suonare il pianoforte all'età di 4 anni, la tromba a 7 anni, e la chitarra a 9 anni. Invece di prendere lezioni, impara da autodidatta suonando dietro i suoi musicisti preferiti tra cui Randy Rhoads, Eric Clapton e successivamente George Lynch dei Dokken, di cui prenderà il posto diversi anni dopo. Dopo aver essersi fatto conoscere nei locali in giro per Long Island, viene assoldato dalla cantante tedesca Doro Pesch (uscente dai Warlock) come chitarrista del suo nuovo progetto solista. La band esordisce con l'album Force Majeure nel 1989.
Quando la scena grunge comincia a prendere piede nei primi anni novanta, Levin decide di prendersi una pausa dal mondo della musica in quanto non interessato alle nuove proposte sonore. Intraprende una carriera da avvocato televisivo, partecipando a diversi programmi come Dog the Bounty Hunter e American Hot Rod.
Nel 1998 entra in contatto con Jeff Pilson, bassista dei Dokken, che lo invita in studio insieme al resto del gruppo. Levin suona la chitarra in una canzone intitolata Dancin' (The Irish Song) che inizialmente doveva essere inclusa nell'album Erase the Slate, ma apparirà solo come traccia bonus nell'album Long Way Home. Levin non si unisce al gruppo fino al tardo 2003, quando prende il posto dell'italiano Alex De Rosso per registrare l'album Hell to Pay. Levin è lodato da molti fan storici dei Dokken per il suo stile di suonare molto vicino a quello di George Lynch.

## Discografia

### Con i Doro
- Force Majeure (1989)

### Con i War & Peace
- Light at the End of the Tunnel (2001)

### Con i Dokken
- Hell to Pay (2004)
- Lightning Strikes Again (2008)
- Greatest Hits (2010)
- Broken Bones (2012)